# Fahrzeug- und Maschinenbau Gustav Kroboth

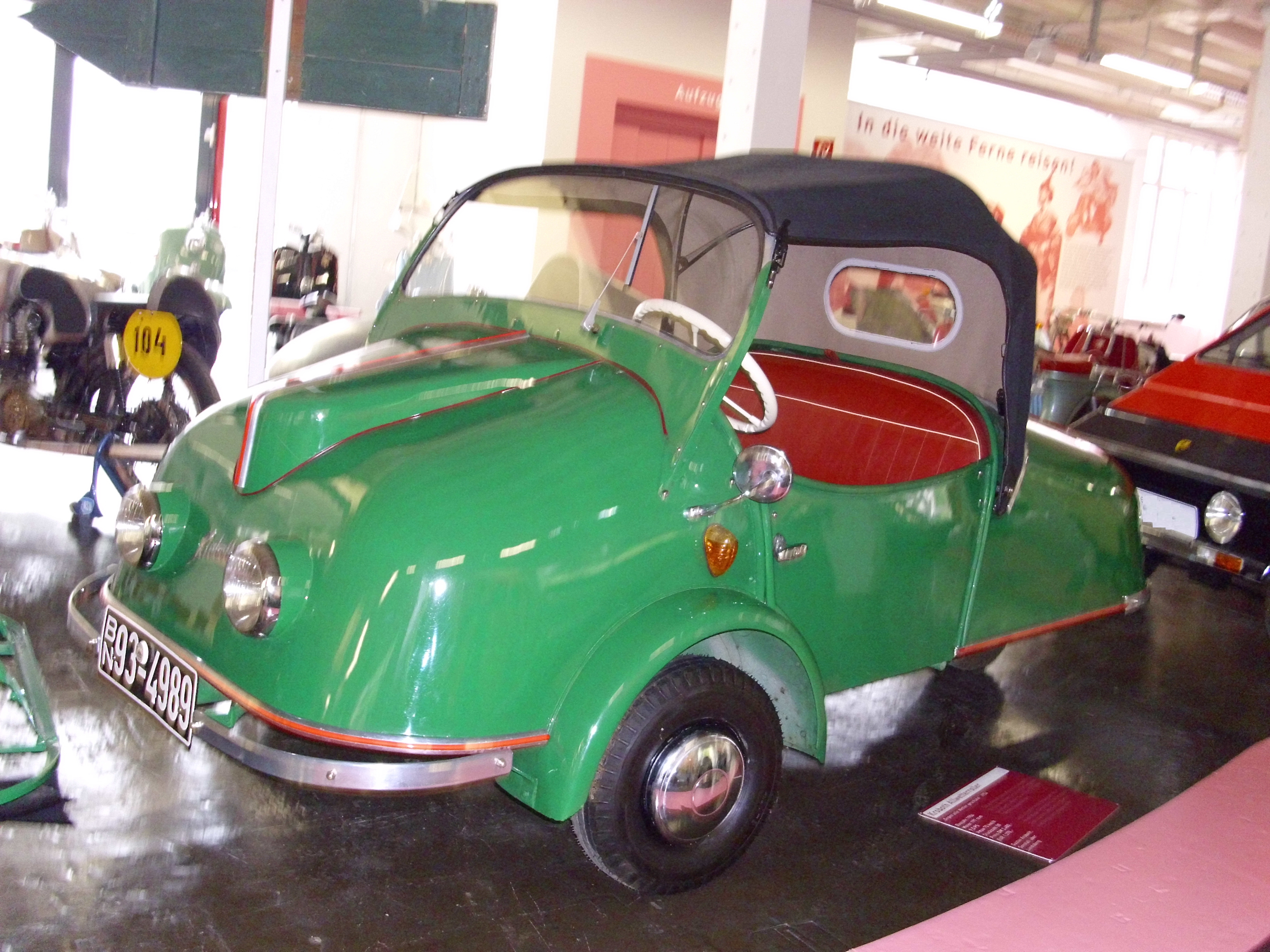
Kroboth Allwetterroller von 1954

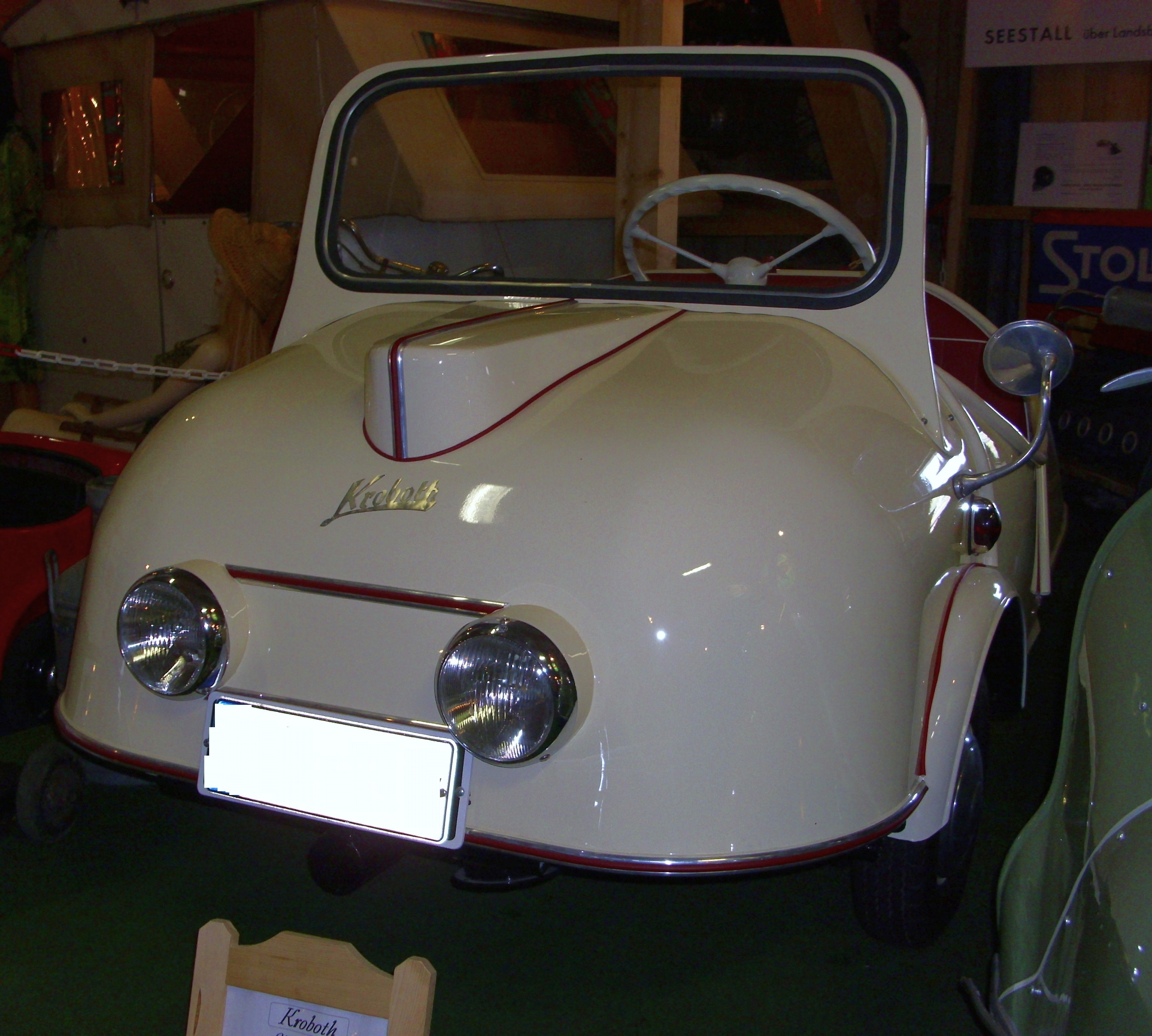
Kroboth Allwetterroller von 1954

Fahrzeug- und Maschinenbau GmbH Gustav Kroboth war ein deutscher Hersteller von Motorrollern und Automobilen.

## Unternehmensgeschichte
Gustav Kroboth (1903–1984), der bereits vor dem Zweiten Weltkrieg in Šternberk im Sudetenland in seinem Unternehmen Favorit, Stavba motorů a vozidel G. Kroboth Kraftfahrzeuge herstellte, gründete 1949 das Unternehmen in Seestall und begann mit der Produktion von Motorrollern. 1954 kam der Bau von Automobilen dazu. Im Sommer 1955 ging das Unternehmen in Konkurs.

## Fahrzeuge

### Motorroller
Die Motorroller hatten Einbaumotoren von Sachs. Zur Wahl standen Motoren mit 98, 147 und 173 cm³ Hubraum.

### Automobile
Das einzige Modell war ein dreirädriges Rollermobil. Davon entstanden etwa 50 oder etwa 56 Exemplare. Eine andere Quelle gibt an, dass 1955 acht Fahrzeuge gefertigt wurden, wobei unklar bleibt, wie viele es 1954 waren.